# 華沙條約 (1970年)

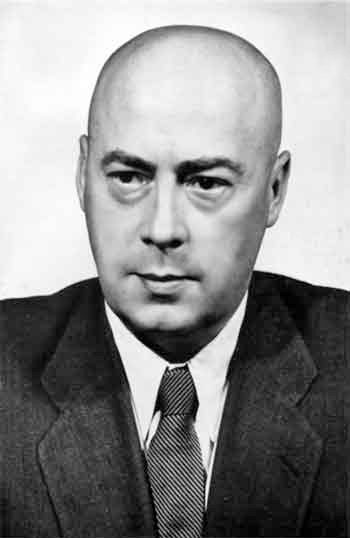
約瑟夫·西倫凱維茨

《華沙條約》（德語：Warschauer Vertrag，波蘭語：Układ PRL-RFN），全稱《德意志聯邦共和國和波蘭人民共和國在相互關係正常化的基礎上締結的條約》是德意志聯邦共和國（西德）和波蘭人民共和國之間的條約。它於1970年12月7日由西德總理威利·勃蘭特和波蘭總理約瑟夫·西倫凱維茨在華沙總統府簽署，並於1972年5月17日得到西德聯邦議院的批准。

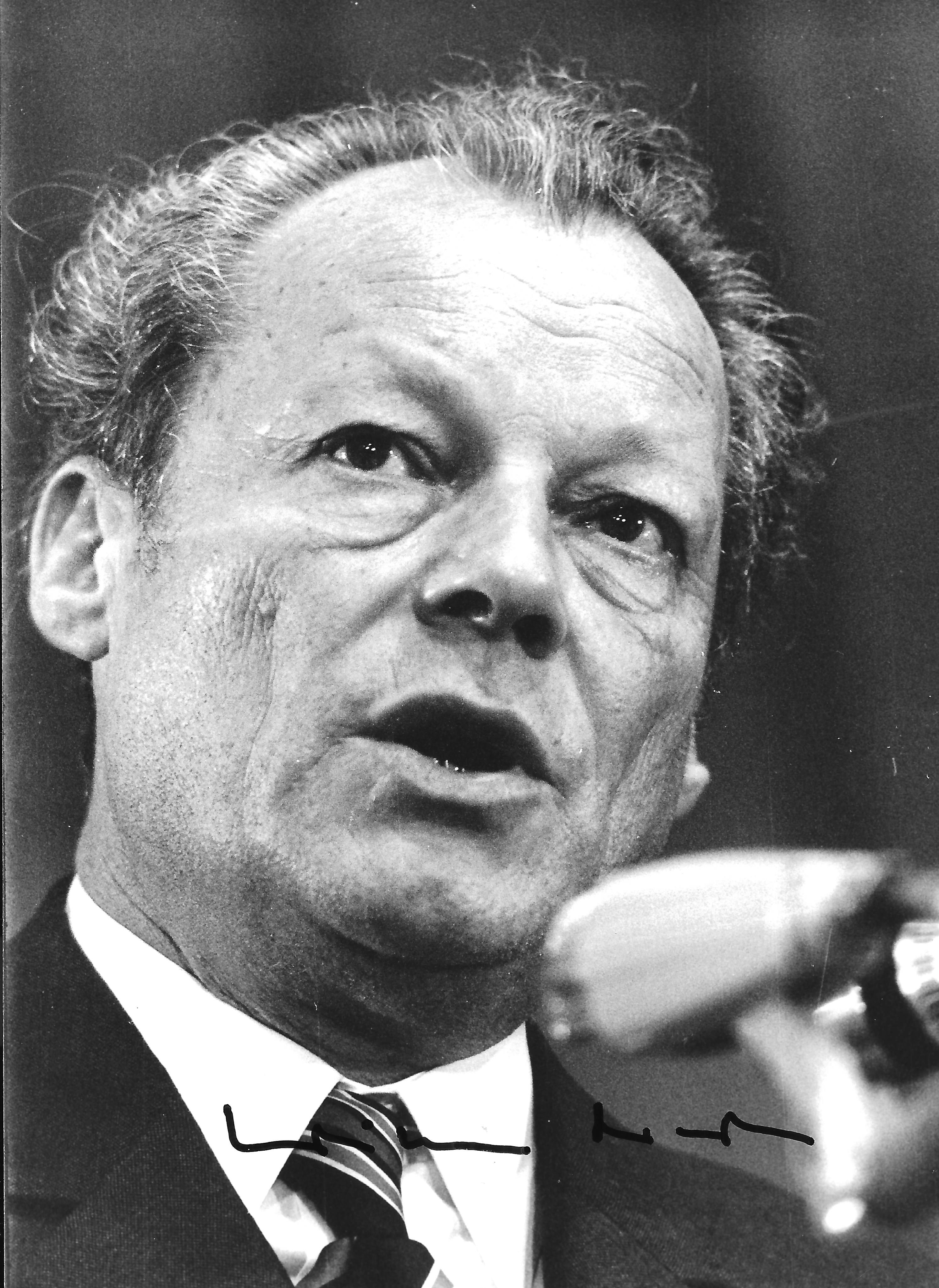
威利·勃蘭特

在條約中，雙方都致力於非暴力並接受現有的邊界——奧得-尼斯線，這是二戰結束後盟軍在1945年波茨坦會議上強加給德國的。從那時起，這一直是一個相當敏感的話題，因為波蘭擔心德國政府可能會尋求收回一些前東部領土。從波蘭的角度來看，這些地區的轉移被認為是對1939年被蘇聯吞併的寇松線以東的前波蘭領土的補償。
在西德，勃蘭特遭到保守的基民盟/基社盟反對派的嚴厲批評，他們認為他的政策背叛了國家利益。在該條約簽署時，西德評論員試圖堅持認為這不能成為波蘭邊界問題的最終解決方案，因為該條約的第四條規定，以前的條約，如《波茨坦協定》並沒有被本條約取代。實際上，這些保留是為了國內政治消費；因為條約條款無疑會被視為對聯邦共和國及其在任何國際法法庭的繼承者俱有約束力。